# US Open 1975
Die 95. US Open 1975 waren ein Tennis-Sandplatzturnier der Klasse Grand Slam, das von der ITF veranstaltet wurde. Es fand vom 27. August bis 7. September 1975 in Forest Hills, New York, Vereinigte Staaten statt. Zum ersten Mal wurde auf Sand gespielt.
Titelverteidiger im Einzel waren Jimmy Connors bei den Herren sowie Billie Jean King bei den Damen. Im Herrendoppel waren Bob Lutz und Stan Smith, im Damendoppel Rosemary Casals und Billie Jean King und im Mixed Pam Teeguarden und Geoff Masters  die Titelverteidiger.

## Herreneinzel

### Setzliste
| Nr. | Spieler         | Erreichte Runde |
| --- | --------------- | --------------- |
| 01. | Jimmy Connors   | Finale          |
| 02. | Guillermo Vilas | Halbfinale      |
| 03. | Manuel Orantes  | Sieg            |
| 04. | Arthur Ashe     | Achtelfinale    |
| 05. | Björn Borg      | Halbfinale      |
| 06. | Tom Okker       | 2. Runde        |
| 07. | Tony Roche      | 2. Runde        |
| 08. | Ilie Năstase    | Viertelfinale   |

| Nr. | Spieler          | Erreichte Runde |
| --- | ---------------- | --------------- |
| 09. | Rod Laver        | Achtelfinale    |
| 10. | Roscoe Tanner    | 3. Runde        |
| 11. | Raúl Ramírez     | Achtelfinale    |
| 12. | John Alexander   | 2. Runde        |
| 13. | Harold Solomon   | Achtelfinale    |
| 14. | Vitas Gerulaitis | 2. Runde        |
| 15. | Jan Kodeš        | Achtelfinale    |
| 16. | Cliff Richey     | 2. Runde        |

## Dameneinzel

### Setzliste
| Nr. | Spielerin           | Erreichte Runde |
| --- | ------------------- | --------------- |
| 01. | Chris Evert         | Sieg            |
| 02. | Virginia Wade       | Halbfinale      |
| 03. | Martina Navrátilová | Halbfinale      |
| 04. | Evonne Cawley       | Finale          |

| Nr. | Spielerin      | Erreichte Runde |
| --- | -------------- | --------------- |
| 05. | Margaret Court | Viertelfinale   |
| 06. | Olga Morosowa  | 2. Runde        |
| 07. | Françoise Dürr | 2. Runde        |
| 08. | Julie Heldman  | 2. Runde        |

## Herrendoppel

### Setzliste
| Nr. | Paarung                              | Erreichte Runde |
| --- | ------------------------------------ | --------------- |
| 01. | Brian Gottfried Raúl Ramírez         | Achtelfinale    |
| 02. | Juan Gisbert Manuel Orantes          | Achtelfinale    |
| 03. | Bob Lutz Stan Smith                  | 1. Runde        |
| 04. | Jürgen Faßbender Hans-Jürgen Pohmann | Achtelfinale    |

| Nr. | Paarung                      | Erreichte Runde |
| --- | ---------------------------- | --------------- |
| 05. |                              | Rückzug         |
| 06. | Bob Hewitt Frew McMillan     | 1. Runde        |
| 07. | Jimmy Connors Ilie Năstase   | Sieg            |
| 08. | Vitas Gerulaitis Sandy Mayer | 1. Runde        |

## Damendoppel

### Setzliste
- Laut der ITF-Seite ist kein Team gesetzt!

## Mixed

### Setzliste
| Nr. | Paarung                      | Erreichte Runde |
| --- | ---------------------------- | --------------- |
| 01. | Marty Riessen Margaret Court | Halbfinale      |
| 02. | Fred Stolle Billie Jean King | Finale          |
| 03. | Geoff Masters Pam Teeguarden | Viertelfinale   |
| 04. | Dick Stockton Rosie Casals   | Sieg            |